# Torre del Quadraro
La Torre del Quadraro è una torre di Roma, situata in piazza dei Consoli, nel quartiere Don Bosco.

## Descrizione storica
Era anticamente usata per controllare il primo tratto della via Tuscolana e doveva essere verosimilmente in contatto visivo con la Torre di Centocelle.
Il nome della torre e dell'omonima zona, sembra derivi da un certo G. G. Guadralis, il quale nel 1164 ricevette in concessione il terreno circostante dai monaci di Sant'Alessio.
Comunemente chiamata torétta, la torre è ripresa nel film Fantasmi a Roma del 1961.
Allo stato attuale la struttura è affidata in gestione al Circolo Sociale Anziani La Torretta del Municipio Roma VII di Roma Capitale che ha provveduto al suo restauro.